# Sankt Nikolai im Sölktal
Sankt Nikolai im Sölktal ist eine Ortschaft mit 468 Einwohnern (1. Jänner 2024) in der Steiermark (Gerichtsbezirk Schladming). Im Rahmen der Gemeindestrukturreform in der Steiermark ist sie seit 2015 mit den Gemeinden Kleinsölk und Großsölk zusammengeschlossen. Die neue Gemeinde führt den Namen Sölk. Grundlage dafür war das Steiermärkische Gemeindestrukturreformgesetz – StGsrG. Eine Beschwerde, die von der ehemaligen Gemeinde gegen die Zusammenlegung beim Verfassungsgerichtshof eingebracht wurde, war nicht erfolgreich.

## Geographie
Sankt Nikolai im Sölktal liegt in der Expositur Gröbming im Bezirk Liezen im österreichischen Bundesland Steiermark. Die Ortschaft liegt im Naturpark Sölktäler.
Es existieren keine weiteren Katastralgemeinden außer Sankt Nikolai im Sölktal. Ortsteile sind Mößna und Fleiss.

## Geschichte
Die Aufhebung der Grundherrschaften erfolgte 1848. Die Ortsgemeinde als autonome Körperschaft entstand 1850. Nach der Annexion Österreichs 1938 kam die Gemeinde zum Reichsgau Steiermark, 1945 bis 1955 war sie Teil der britischen Besatzungszone in Österreich. 1959 wurde eine Fahrstraße auf Ennstalerseite von Kaltenbach und auf Murtalerseite von der Kreutzerhütte bis zur Sölkpasshöhe errichtet.

## Politik
Der Gemeinderat setzte sich nach den Wahlen von 2010 wie folgt zusammen: 6 ÖVP, und 3 SPÖ.
Bürgermeister
- ?–2014 Hermann Lengdorfer (ÖVP)

## Tourismus
St. Nikolai ist Ausgangspunkt der Besteigung des 2599 m ü. A. hohen Großen Knallsteins. Durch den Ort führen mit dem Zentralalpenweg, dem Salzsteigweg sowie dem Steirischen Landesrundwanderweg mehrere Weitwanderwege.

## Wappen
Die Verleihung des Wappens der ehemaligen Gemeinde erfolgte mit Wirkung vom 1. April 2000.
Wappenbeschreibung:
„Ein schwarzer Adler in Gold mit je vier roten anstoßenden Wagenrädern an den Seiten des Schildes.“

## Kultur und Sehenswürdigkeiten
- Pfarrkirche St. Nikolai im Sölktal

Regelmäßige Veranstaltungen
- „Sölkpassmesse“ am 1. Sonntag im August